# 營盤口 (臺中市)
營盤口，是臺灣臺中市大甲區的一個傳統地域名稱，位於該區南半葉中部偏西北。相較於今日行政區，其範圍大致包括文武里、武曲里最東端、平安里北半部、孔門里北部。
營盤口南側距離昔日大甲聚落甚近，目前全境除西北側一小部分地區外，均已發展成為大甲市區的一部分。

## 歷史
台灣清治末期，營盤口地區為一街庄，稱為「營盤口庄」，隸屬於苗栗三堡。該庄北與社尾庄、頂店庄為鄰，東與山腳庄為鄰，南邊為庄尾庄，西邊為橫圳庄。
1901年（日明治三十四年）11月，全台廢縣廳改設二十廳，該庄隸屬於苗栗廳。1903年（明治三十六年）6月，該庄編入「大甲區」，仍隸屬於苗栗廳。1909年（明治四十二年）10月，全台二十廳合併為十二廳，苗栗廳廢止，大甲區改隸屬於臺中廳。1920年（大正九年），全台地方制度大改正，該庄改制為「營盤口」大字，隸屬於臺中州大甲郡大甲庄。1933年，大甲庄升格為大甲街。
戰後大甲街改制為大甲鎮，隸屬於臺中縣，大字亦改制為里。1950年10月，中、彰、投分治，大甲鎮隸屬不變。2010年12月，隨著臺中縣、市合併為直轄臺中市，大甲鎮改制為大甲區。

## 聚落
本地區發展較早的聚落為營盤口，在日治期初期的官方地圖上已有記載。

## 交通
省道台1線（經國路）又稱「縱貫公路」，是台北至屏東楓港的台灣西部傳統平面幹道，大致以北偏東—南偏西走向轉縱向再轉北偏西－南偏東走向經過本地區中部。由該道路向北偏東繞過大甲市區可前往苑裡、通霄、後龍、頭份等地，向南偏東繞過大甲市區可前往清水、梧棲、龍井、大肚等地。
區道中13線（信義路）是江南至大甲的道路，其南側端點位於本地區中部偏東北的市道132號路口。由此向北北東出境後，可前往營盤口、頂店與社尾交界地帶、社尾、下大安最東部並止於區道中8線路口。

## 學校
- 大甲國中
- 大甲國小
- 文昌國小（小部分）

## 運動休閒
- 大甲體育場（部分）